# USS Charr (SS-328)
L'USS Charr (SS / AGSS-328) est un sous-marin de classe Balao construit pour l'United States Navy pendant la Seconde Guerre mondiale.
Construit au chantier naval Electric Boat de Groton, dans le Connecticut, sa quille est posée sous le nom de Bocaccio le 26 août 1943. Renommé Charr le 24 septembre 1942, il est lancé le 28 mai 1944, parrainé par Mme W. F. Orkney et mis en service le 23 septembre 1944, sous le commandement du commander F. D. Boyle.

## Historique

### Seconde Guerre mondiale
L'USS Charr quitte le Connecticut en novembre 1944 pour l'océan Pacifique, atteignant Pearl Harbor le 9 décembre. Sa première patrouille de guerre débute le 30 décembre dans les eaux au large de l'Indochine. Le 29 janvier 1945, osant rester au mouillage en plein jour pendant 4 heures à un mile (1,6 km) au large de la côte, le Charr envoie deux hommes à terre dans un canot pneumatique pour sauver un aviateur abattu. En février, il escorte le sous-marin néerlandais endommagé HNLMS Zwaardvisch à travers la mer de Java et le détroit de Lombok jusqu'à Fremantle, en Australie, arrivant le 3 mars et mettant fin à sa première patrouille de guerre.
L'USS Charr appareille de Fremantle pour sa deuxième patrouille de guerre en mars 1945. La première partie de sa patrouille est menée en mer de Florès, en mer de Java et en mer de Chine méridionale, au cours desquelles le submersible coule le croiseur japonais Isuzu, qui avait été peu de temps auparavant endommagé par l'USS Gabilan. Au cours de la deuxième partie de sa patrouille, le sous-marine exerce des fonctions de sauveteur dans les eaux au sud-est de Taïwan, au cours desquelles il secourt un pilote d'un P-51 abattu.
Le submersible quitte Fremantle le 15 juin 1945 pour sa troisième et dernière patrouille de guerre dans la région du golfe du Siam en tant que membre d'un Wolfpack. Alors que l'USS Bluefish, membre du groupe, coule le sous-marin japonais I-351, l'USS Charr n'est crédité d'aucun naufrage.

### Après-guerre
Après la fin de la guerre du Pacifique, l'USS Charr est réparé à Pearl Harbor et suit ensuite une formation à Guam, dans les îles Mariannes. Désormais basé à San Diego, en Californie, depuis janvier 1946, le submersible inspecte les eaux voisines, tout en effectuant des patrouilles de guerre de simulation jusqu'en Asie de l'Ouest. Il subit une révision au chantier naval de Mare Island à Vallejo, en Californie, au milieu de 1949 avant de reprendre ses fonctions de formation. Il opère depuis Pearl Harbor et de la côte ouest des États-Unis au cours des premières années de la guerre de Corée, puis, après la mise en place d'un schnorchel, le Charr opère dans les eaux coréennes entre 1952 et 1953. En 1954, il visite Acapulco, au Mexique en janvier, puis navigue dans les eaux asiatiques ; au cours de cette dernière, le navire est accueilli le président chinois Chiang Kaishek lors de sa première croisière sous-marine le 9 novembre. Dans les années 1950 et 1960, il sert généralement sur la côte ouest des États-Unis et dans les eaux asiatiques, visitant des ports tels que Kobe et Yokosuka, au Japon. En 1965, il opère en soutien direct aux forces américaines combattant au Vietnam. Le 1er juillet 1966, après avoir été reclassé sous-marin auxiliaire (nouvelle désignation AGSS-328), le navire est retiré du service le 28 juin 1969 et vendu pour la ferraille en 1972.

## Décorations
Le Charr a reçu un battle star pour son service pendant la Seconde Guerre mondiale.